# Dicoelotrachelus cubensis
Dicoelotrachelus cubensis là một loài bọ cánh cứng trong họ Chrysomelidae. Loài này được Blake miêu tả khoa học năm 1946.